# Gyöngyös tinamu
A gyöngyös tinamu (Eudromia elegans) madarak osztályába és a tinamualakúak (Tinamiformes) rendjébe, ezen belül a tinamufélék (Tinamidae) családjába tartozó faj.

## Rendszerezése
A fajt Isidore Geoffroy Saint-Hilaire francia zoológus írta le 1832-ben.

## Alfajai
- Eudromia elegans albida (Wetmore, 1921) - Argentína nyugati száraz szavannáin
- Eudromia elegans devia Conover, 1950
- Eudromia elegans elegans I. Geoffroy Saint-Hilaire, 1832
- Eudromia elegans intermedia (Dabbene & Lillo, 1913)
- Eudromia elegans magnistriata Olrog, 1959
- Eudromia elegans multiguttata Conover, 1950
- Eudromia elegans numida Banks, 1977
- Eudromia elegans patagonica Conover, 1950
- Eudromia elegans riojana Olrog, 1959
- Eudromia elegans wetmorei Banks, 1977[2]

## Előfordulása
Argentína, Bolívia és Chile területén honos. Természetes élőhelyei a szubtrópusi és  trópusi gyepek, szavannák és cserjések, valamint legelők és szántóföldek. Állandó, nem vonuló madár.

## Megjelenése
Testhossza 41 centiméter, testtömege 400-800 gramm. Karcsú nyaka, kicsi feje és súlyos teste van. Tollruhája beleolvad a környezetébe. Feje tetején egy bóbita található.
|  |  |

## Életmódja
Lehullott gyümölcsökkel, magvakkal, esetenként rovarokkal táplálkozik. Rossz repülő, veszély esetén inkább a talajon fut el.

## Szaporodása
Az ivarérettséget 8 hónapos korban éri el. A költési időszak szeptembertől márciusig tart. Bokrok közelében lévő, földi mélyedésbe készíti fészkét. A fészekben 5-7 fényes, zöld tojás található. A fiókák 22-24 nap után kelnek ki. A tojásokon a hím kotlik, a kikelés után a fészekhagyó fiókák azonnal követik a hím madarat.

## Természetvédelmi helyzete
Az elterjedési területe rendkívül nagy, egyedszáma ugyan csökken, de még nem éri el a kritikus szintet. A Természetvédelmi Világszövetség Vörös listáján nem fenyegetett fajként szerepel.